# Phffft!
Pour plus de détails, voir Fiche technique et Distribution.
Phffft! est un film américain réalisé par Mark Robson sorti en 1954.

## Synopsis
Nina et Robert divorcent après huit ans de mariage mais se rendent compte qu'ils ne peuvent vivre l'un sans l'autre.

## Fiche technique
- Affiche : Jean Mascii (France)

## Distribution
- Judy Holliday : Nina Tracey (née Chapman)
- Jack Lemmon : Robert Tracey
- Jack Carson (VF : Jean-Jacques Delbo) : Charlie Nelson
- Kim Novak : Janis
- Harry Cheshire (VF : Pierre Morin) : l'avocat de Nina
- Jimmie Dodd (VF : Jean Clarieux) : le chauffeur de Taxi
- Jerry Hausner (VF : Jean-Henri Chambois) : Steve, l'acteur jouant Hector
- Geraldine Hall (VF : Lita Recio) : la secrétaire de Nina
- Donald Randolph (VF : Serge Nadaud) : Dr Van Kessel
- William Newell (VF : Pierre Michau) : l'ouvrier contrôlant la fermeture du lit escamotable

Actrices non créditées :
- Fay Baker : l'infirmière Serena
- Joyce Jameson : une secrétaire